# Холокрине жлезде
Холокрине жлезде су врста егзокриних жлезда чије ћелије одликује холокрина секреција којом се заједно са секретом избацују и остаци мртве ћелије. Оваква секреција карактерише лојне жлезде.